# Ostrybór
Ostrybór (prononciation : [ɔsˈtrɨbur]) est un village polonais de la gmina de Wilga dans le powiat de Garwolin de la voïvodie de Mazovie dans le centre-est de la Pologne.

## Histoire
De 1975 à 1998, le village appartenait administrativement à la voïvodie de Siedlce.